# Dansk Polyether-Industri
Dansk Polyether-Industri A/S var en dansk virksomhed i Frederikssund.
Fabrikken blev etableret 1951 af Sven Grønlykke i Tåstrup og fabrikerede i 1950'erne skumgummiprodukter, herunder flysæder til SAS. I 1960'erne blev polyether udbredt, og fabrikken engagerede Harry Juul og ingeniør Mikkelsen. Ingeniør Thor Tøsse blev i 1959 hentet til fabrikken fra Norge, og i 1960 blev fabrikken omstillet til at fremstille det ny materiale, bl.a. i form af møbelpolstring og madrasser (under navnet Villette).
En ny fabrik blev rejst uden for Frederikssund ved firmaet Mangor & Nagel. I 1964 solgte Sven Grønlykke fabrikken til en tysk producent for 15 mio. kr. I 1970 brændte dele af fabrikken.
I 1964-65 havde fabrikken besøg af kunstneren Gunnar Aagaard Andersen, som her fremstillede møbler af polyurethanskum, herunder ti lænestole (Portrait of My Mother's Chesterfield) og to sofaer.